# Doll Doll Doll
Albums de Venetian Snares
Songs About My Cats
(2001) Higgins Ultra Low Track Glue Funk Hits 1972–2006 (en)
(2002)
Doll Doll Doll est un album studio axé breakcore, composé par le compositeur canadien Venetian Snares, distribué en 2001 par le label Hymen Records. L'album est extrêmement sombre, dont le thème est principalement basé sur l'infanticide. Bien qu'étant un album breakcore, Doll Doll Doll explore plusieurs variétés musicales comme la musique classique, l'ambient, et le jazz.

## Production
Doll Doll Doll se compose de titres axés musiques breakcore et IDM à tendances gabber, dont le thème est principalement basé sur l'infanticide et dont l'atmosphère est sombre et oppressante. La couverture de l'album est illustrée par l'auteur britannique Trevor Brown.

### Échantillons sonores
Doll Doll Doll présente de nombreux échantillons sonores. La chanson Dollmaker est une reprise de Harvester of Sorrow de Metallica, et contient quelques phrases du titre The Anthem de Sway & King Tech,, et un enregistrement sur ce qui semblerait être des informations sur JonBenét Ramsey. I Rent the Ocean reprend des échantillons du titre Winter Was Hard d'Aulis Sallinen. Le titre Remi contient des échantillons du jeu vidéo EarthBound. Befriend a Childkiller contient des échantillons en provenance de Fallout 2. Macerate and Petrify utilise des échantillons distordus mais reconnaissables du titre Silence de Delerium. Pressure Torture utilise des échantillons du film The Cell des « Miranda Tapes » des tueurs en série Leonard Lake et Charles Ng. All the Children Are Dead utilise les voix d'un appel téléphonique passé à la radio Coast to Coast AM.

## Liste des pistes
Format CD
1. Pygmalion – 6:53
2. Remi– 6:24
3. I Rent the Ocean – 5:55
4. Dollmaker – 5:47
5. Befriend a Childkiller – 8:39
6. Pressure Torture – 7:49
7. Macerate and Petrify – 6:03
8. All the Children Are Dead – 9:07

## Accueil
Le site Guts of Darkness attribue à l'album une note de 5 sur 6, en commentant qu'« écouter un tel disque fait quand même relativiser sur le prétendu côté terrifiant et maléfique de certains disques de black metal par exemple, même si après un petit Akira Yamaoka, tout cela passe pour une blague, finalement… » Ryan Flatley, du site Sputnikmusic, attribue une note excellente de quatre sur cinq avec en verdict : « Il y a peu chance que vous fassiez des cauchemars à cause de cet album (okay peut-être que la couverture pourrait revenir une ou deux fois pendant la nuit), mais c'est un intense chef-d'œuvre musical, et ouais, un peu sadique. » Selon BBC, « ce n'est pas un album pour les âmes sensibles. »